# Tetitlán de la Lima
Tetitlán de la Lima är en ort i Mexiko.   Den ligger i kommunen Chilapa de Álvarez och delstaten Guerrero, i den södra delen av landet, 200 km söder om huvudstaden Mexico City. Tetitlán de la Lima ligger 1 766 meter över havet och antalet invånare är 105.
Terrängen runt Tetitlán de la Lima är kuperad. Runt Tetitlán de la Lima är det ganska glesbefolkat, med 42 invånare per kvadratkilometer. Närmaste större samhälle är Chilapa de Alvarez, 7,8 km öster om Tetitlán de la Lima. Omgivningarna runt Tetitlán de la Lima är en mosaik av jordbruksmark och naturlig växtlighet.